# عباس كندي (تشالدران الشمالي)
عباس كندي (بالفارسية: عباس‌کندی) هي قرية تقع في أذربيجان الغربية في إيران. يقدر عدد سكانها بـ 269 نسمة .